# Överinseende
Överinseende är en form av ledning och kontroll av något eller någon.

## Betydelse
Ordet saknar direkta synonymer, men i vissa sammanhang är närmaste betydelsen "högsta tillsyn".

## Ursprung
Ordets engelska översättning är "Supervision", som har sitt ursprung från latin där "super" betyder över och där "vision" betyder seende/observera. Det svenska ordet består av dessa två delar, dvs "över" och "inseende", men dess etymologi är inte officiellt fastställd - dock har ordet använts i vart fall sedan 1743 i svenska språket.

## Användning
Inom juridiken har "överinseende" förekommit i lagtext i en annan betydelse än "tillsyn", som är en intermittent granskning av regelefterlevnad och ofta förknippat med en möjlighet till intervention. Överinseende innebär dels en kontinuerlig kontroll och dels även vidare former av aktiviteter jämfört med tillsyn. Angående kommandomål, står det exempelvis i Regeringsformen:
"Regeringsärenden som gäller verkställighet inom försvarsmakten av författningar eller särskilda regeringsbeslut kan dock, i den omfattning som anges i lag, under statsministerns överinseende avgöras av chefen för det departement som ärendena hör till."
Inom yrkeslivet används överinseende för att beskriva att en person kontinuerligt kontrollerar och vägleder en underlydande eller en verksamhet. Angående organiseringen vid hovet används hovmästarinna om en kvinna ur en adlig familj som har överinseende över hovhållningen för en drottning eller annan furstlig kvinna. En orkester kan spela under överinseende av en dirigent. 